# パイプ爆弾

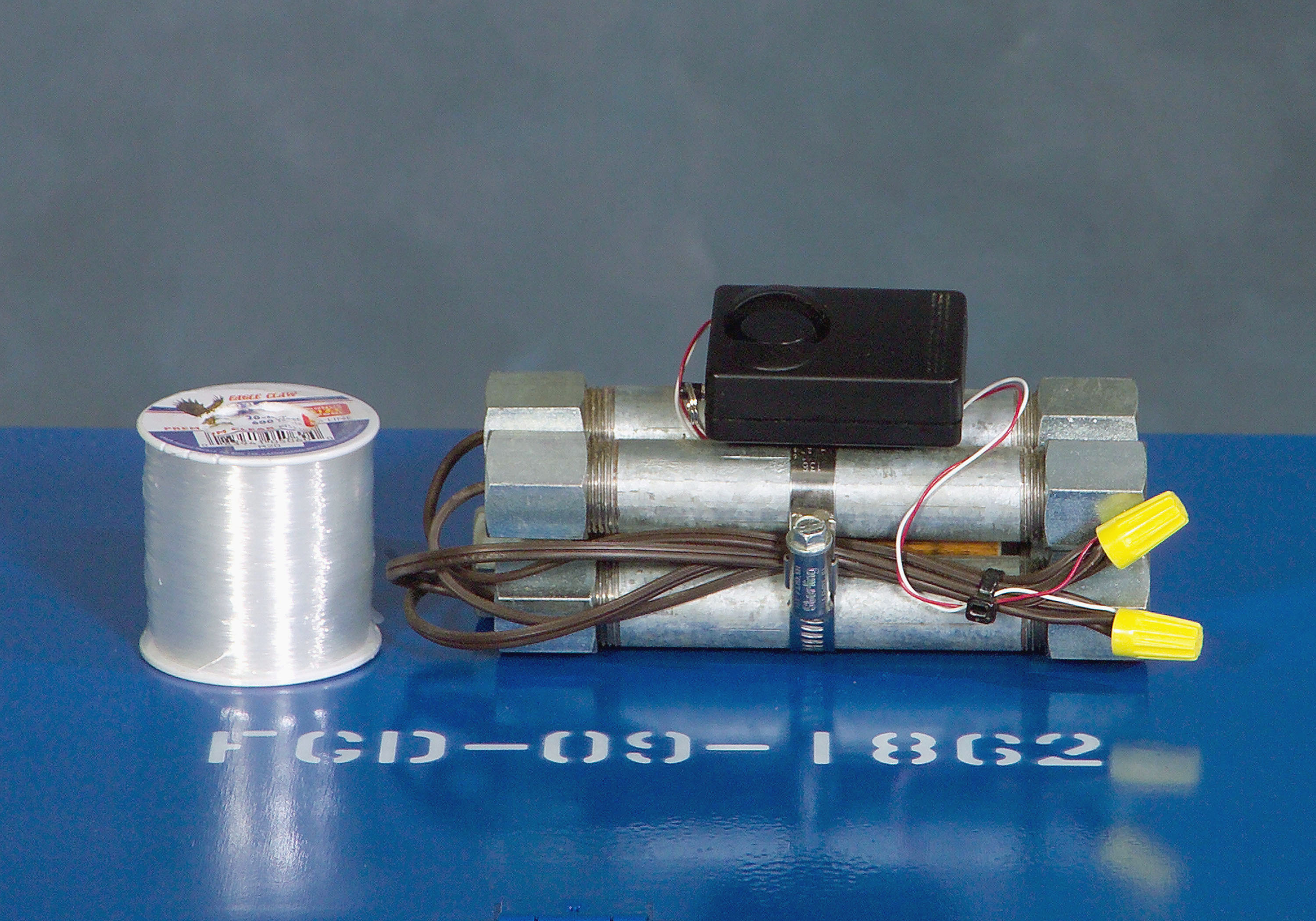
パイプ爆弾と起爆用のワイヤ

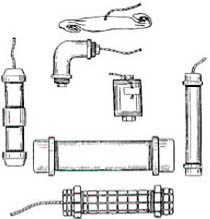
パイプ爆弾は円筒状とは限らず、様々な形状の材料を使って製造できる

パイプ爆弾（パイプばくだん、英語: pipe bomb）は、パイプを用いた爆弾の一種。低い技術水準で製造できる即席爆発装置の1種である。

## 概要
パイプ爆弾とは金属やプラスチック製のパイプの中に火薬と発火装置を入れて両端にネジを切り密封することで製造される手製爆弾である。密封された状態で発火させると内部の圧力が高まり爆発が起こってパイプは破裂する。そして破裂したパイプの破片が高速で飛び散り周囲の人間を殺傷する。さらに殺傷力を高めるために釘やボルトなどの金属片をパイプに詰めることもある。火薬の量が増えるほど、飛び散る破片の量も増加し、威力が強くなる。
材料のパイプは水道工事などに用いる両端にねじの切られたものが密封が容易なので多用される。
時限爆弾のような設定、リモートコントロールによる発火も可能である。
日本の学生運動の最盛期に作られた鉄パイプ爆弾はその形状から「キュウリ」という俗称で呼ばれた。